# (5691) Fredwatson
(5691) Fredwatson est un astéroïde de la ceinture principale.

## Description
(5691) Fredwatson est un astéroïde de la ceinture principale. Il fut découvert le 26 mars 1992 à Siding Spring par Robert H. McNaught. Il présente une orbite caractérisée par un demi-grand axe de 2,33 UA, une excentricité de 0,12 et une inclinaison de 26,2° par rapport à l'écliptique.

## Compléments